# Hongaars voetbalkampioenschap 1926/27
In 1926/27 werd het 24ste seizoen van de Nemzeti Bajnokság gespeeld, de hoogste Hongaarse voetbalcompetitie. Jet was eerste seizoen sinds de invoering van het profvoetbal en ook het eerste seizoen dat clubs van buiten Boedapest in de competitie speelden, al overheersten de clubs uit Boedapest wel nog de competitie. 

## Eindstand
| Plaats | Club                  | Wed. | W  | G | V  | Saldo | Ptn. |
| ------ | --------------------- | ---- | -- | - | -- | ----- | ---- |
| 1.     | Ferencváros Boedapest | 18   | 13 | 4 | 1  | 51:18 | 30   |
| 2.     | Újpest FC             | 18   | 10 | 3 | 5  | 33:20 | 23   |
| 3.     | Hungária MTK FC       | 18   | 8  | 3 | 7  | 30:24 | 19   |
| 4.     | Sabaria Szombathely   | 18   | 8  | 3 | 7  | 30:33 | 19   |
| 5.     | III. Kerületi TVAC    | 18   | 8  | 2 | 8  | 35:39 | 18   |
| 6.     | Vasas SC Boedapest    | 18   | 7  | 4 | 7  | 27:32 | 18   |
| 7.     | Bástya FC Szeged      | 18   | 6  | 4 | 8  | 26:27 | 16   |
| 8.     | Nemzeti SC            | 18   | 5  | 4 | 9  | 34:38 | 14   |
| 9.     | Kispest Boedapest     | 18   | 3  | 7 | 8  | 24:37 | 13   |
| 10.    | Budai 33              | 18   | 3  | 4 | 11 | 25:47 | 10   |

|  | Kampioen                 |
|  | Deelname Mitropacup 1927 |
|  | Degradatie play-off      |

### Degradatie play-off
Doordat de competitie werd uitgebreid naar twaalf clubs was er geen rechtstreekse degradatie. Budai 33 nam het op tegen de vicekampioen van de tweede klasse. De winnaar was zeker van een plaats in de hoogste klasse, de verliezer nam het nog voor een extra plaats op tegen de winnaar van het duel tussen BAK en Turul, respectievelijk de nummers drie en vier uit de tweede klasse.
| Team #1  | Tot.  | Team #2            | 1ste wed | 2de wed |
| -------- | ----- | ------------------ | -------- | ------- |
| Budai 33 | 2 - 1 | Bocskai Debrecen   | 2 - 1    | 0 - 0   |
| BAK FC   | 5 - 3 | Turul FC Boedapest | 3 - 1    | 2 - 2   |

| Team #1          | Tot.  | Team #2 |
| ---------------- | ----- | ------- |
| Bocskai Debrecen | 5 - 0 | BAK FC  |

## Kampioen
| Nemzeti Bajnokság 1979/80        |
| Hongarije                        |
| -------------------------------- |
| FERENCVÁROS Kampioen (10° titel) |